# Józef Stala
Józef Antoni Stala (ur. 6 grudnia 1966 w Mielcu, zm. 6 lutego 2025) – polski duchowny katolicki, profesor nauk teologicznych, katechetyk, prorektor ds. nauki i współpracy międzynarodowej Uniwersytetu Papieskiego Jana Pawła II w Krakowie w latach 2014-2020, redaktor naczelny międzynarodowego periodyku „The Person and the Challenges. The Journal of Theology, Education, Canon Law and Social Studies Inspired by Pope John Paul II”.

## Życiorys
Pochodził z parafii Borowa k. Mielca. W latach 1985–1991 odbył studia filozoficzno-teologiczne w Zielonogórsko-Gorzowskim Seminarium Duchownym w Gościkowie-Paradyżu (1985/1986) i w Wyższym Seminarium Duchownym w Tarnowie (1986/1991). Święcenia kapłańskie otrzymał 25 maja 1991 r. z rąk bpa Józefa Życińskiego.
W roku 1995 zdobył tytuł licencjacki z teologii, a w roku 1998 stopień doktora teologii w Wydziale Teologicznym Akademii Teologii Katolickiej w Warszawie. W 2005 roku uzyskał habilitację, a w 2011 roku tytuł naukowy profesora.
W latach 1998–2005 pełnił funkcję pracownika Wydziału Katechetycznego Kurii Diecezjalnej w Tarnowie, diecezjalnego wizytatora nauki religii i sekretarza zarządu Fundacji im. Arcybiskupa Jerzego Ablewicza. 
Od 1998 wykładał katechetykę na Wydziale Teologicznym Uniwersytetu Papieskiego Jana Pawła II w Krakowie Sekcja w Tarnowie (od 2005 był kierownikiem Katedry nauk pedagogiczno-katechetycznych WTST, w latach 2008–2014 był wydziałowym koordynatorem programu Erasmus tamże, a w latach 2011–2014 prodziekanem ds. nauki, rozwoju i współpracy zagranicznej WTST). Był także nauczycielem akademickim Wydziału Zamiejscowego Nauk o Społeczeństwie KUL w Stalowej Woli.
W latach 2003–2004 był członkiem Zespołu Komisji Wychowania Katolickiego Konferencji Episkopatu Polski dla opracowania programu katechezy parafialnej dla młodzieży. W latach 2009–2010 był członkiem zespołu dla nowelizacji Podstawy programowej katechezy oraz Programu nauczania religii.  
Senat Uniwersytetu Papieskiego Jana Pawła II w Krakowie wybrał go prorektorem do spraw nauki i współpracy międzynarodowej na lata 2014-2020.
Od 1997 roku był członkiem Stowarzyszenia Katechetyków Polskich, od 2000 delegatem Biskupa Tarnowskiego do oceny ksiąg treści religijnej, od 2002 Rzeczoznawcą Komisji Wychowania Katolickiego Konferencji Episkopatu Polski do spraw oceny programów nauczania religii i podręczników katechetycznych, od 2005 członkiem Polskiego Towarzystwa Teologicznego, od 2007 członkiem Tarnowskiego Towarzystwa Naukowego, od 2010 członkiem Europejskiej Ekipy Katechetycznej, od 2011 członkiem Polskiego Stowarzyszenia Familiologicznego, a od 2012 członkiem Europejskiego Stowarzyszenia Teologii Katolickiej. 9 marca 2022 pełnomocnik Ministra Edukacji i Nauki do Spraw Rodziny powołał "Zespół do spraw opracowania kierunków rozwoju nauk o rodzinie”, w skład którego został powołany ks. prof. Stala. 9 maja 2022 ks. Stala został powołany również w skład Rady Fundacji Rozwoju Systemu Edukacji na nową kadencję.
W 2010, 2013 i 2021 roku otrzymał nagrodę rektora UPJPII w Krakowie za osiągnięcia w pracy naukowo-dydaktycznej i organizacyjnej. W 2014 r. został obdarzony godnością Kanonika honorowego Kapituły kolegiackiej pw. Św. Wawrzyńca w Wojniczu.

## Odznaczenia
- Złoty Krzyż Zasługi – 2025, pośmiertnie[17]

## Wybrane publikacje

### Autorskie i współautorskie książki naukowe
W języku niemieckim
- J. Stala, E. Osewska: Anders erziehen in Polen. Der Erziehungs- und Bildungsbegriff im Kontext eines sich ständig verändernden Europas des XXI. Jahrhunderts, Tarnów: Polihymnia, 2009, ISBN 978-83-7270-765-9.
- J. Stala: Familienkatechese in Polen um die Jahrhundertwende. Probleme und Herausforderungen, Tarnów: Biblos, 2008, ISBN 978-83-7332-674-3.

W języku polskim
- J. Stala: Ręce mego ojca i usta mojej matki powiedziały mi najwięcej o Bogu. Biskupa Piotra Bednarczyka ujęcie katechezy rodzinnej, Tarnów: Polihymnia, 2011.
- J. Stala: W kierunku integralnej edukacji religijnej w rodzinie. Próba refleksji nad nauczaniem Jana Pawła II w kontekście polskich uwarunkowań, Tarnów: Polihymnia, 2010, ISBN 83-7270-801-0, ISBN 978-83-7270-801-4.
- J. Stala: Katecheza rodzinna w nauczaniu Kościoła od Soboru Watykańskiego II, Tarnów: Polihymnia, 2009.
- J. Stala: Katecheza o małżeństwie i rodzinie w Polsce po Soborze Watykańskim II. Próba oceny, Tarnów: Biblos, 2004, ISBN 83-7332-224-8, ISBN 978-83-7332-224-0.
- E. Osewska, J. Stala: W kierunku katechezy rodzinnej, Kielce: Jedność, 2003, ISBN 979-8372246737.
- J. Stala, E. Osewska: Fundamentalne podstawy i obszary katechezy rodzinnej, Tarnów: Zakład Poligraficzny Pławo, 2000.
- J. Stala: Tradycja katechezy rodzinnej w diecezji tarnowskiej, Tarnów: Zakład Poligraficzny Pławo, 1999.
- J. Stala: Podstawy teologiczno-antropologiczne katechezy rodzinnej. Na podstawie dokumentów Magisterium soborowego i posoborowego, Tarnów: Mała Poligrafia redemptorystów Tuchowie, 1998, ISBN 83-86744-96-0, ISBN 978-83-86744-96-1.

### Recenzowane prace zbiorowe
W języku angielskim
- red. E. Osewska, J. Stala: Religious Education / Catechesis in the Family. A European Perspective, Warszawa: UKSW, 2010.

W języku polskim
- red. J. Stala: Zagadnienia katechetyki materialnej, Tarnów: Biblos, 2011.
- red. J. Stala, B. Połeć: „Ut gaudens catechizem”. 10 rocznica śmierci biskupa Piotra Longina Bednarczyka biskupa pomocniczego diecezji tarnowskiej, Tarnów: Polihymnia, 2011.
- red. J. Stala: Działalność misyjna i promocja ludzka. Teoria i praktyka eklezjalna. Lublin 2011.
- red. J. Stala: Historia katechezy i katechetyka fundamentalna, Tarnów: Biblos, 2010.
- red. J. Stala: Socjalizacja – wyzwanie współczesności, Tarnów: Biblos, 2010.

### Inne publikacje książkowe
- J. Stala: Eucharystia – pokuta i pojednanie w katechezie, Kielce: Jedność 2007, ISBN 83-7442-428-1, ISBN 978-8374424288.
- J. Stala: Dzisiejsza młodzież powiedziała, że..., Kielce: Jedność, 2006, ISBN 83-7442-355-2, ISBN 978-8374423557.
- J. Stala: Mała katecheza o Wielkim Tygodniu, Tarnów: Zakład Poligraficzny Pławo, 2002.
- red. J. Stala: Borowa. Moja Mała Ojczyzna. Rys historyczny do II wojny światowej, Borowa: Zakład Poligraficzny Pławo, 2002.
- J. Stala: Z Ewangelią w Trzecie Tysiąclecie, Tarnów: Biblos, 2001.
- M. Bednarz, J. Stala: Mała katecheza o Ziemi Jezusa, Tarnów: Zakład Poligraficzny Pławo, 2001.
- J. Stala, S. Komoński: Borowa. Moja Mała Ojczyzna. Duchowieństwo, Borowa: Zakład Poligraficzny Pławo, 2001, ISBN 83-88308-85-8.
- red. J. Stala: Borowa. Moja Mała Ojczyzna. Wspomnienia, Borowa: Zakład Poligraficzny Pławo, 2000.
- M. Bednarz, J. Królikowski, J. Stala: Mała katecheza o pielgrzymowaniu, Tarnów: Zakład Poligraficzny Pławo, 2000.